# Keilbachia ferrata
Keilbachia ferrata is een muggensoort uit de familie van de rouwmuggen (Sciaridae). De wetenschappelijke naam van de soort is voor het eerst geldig gepubliceerd in 1994 door Hippa & Vilkamaa.